# Chimarra loriana
Chimarra loriana är en nattsländeart som beskrevs av Navás 1933. Chimarra loriana ingår i släktet Chimarra och familjen stengömmenattsländor. Inga underarter finns listade i Catalogue of Life.